# Водонапірна вежа (Еппельгайм)
Водонапірна вежа — пам'ятка міста Еппельгайм в Німеччині. Була побудована в 1907 році і забезпечувала місто водою протягом 76 років.

## Історія
На 3 березня 1907 року, після майже річного будівництва, водонапірна вежа була передана громаді. Будівельником був Антон Штефан, портрет якого можна побачити на фасаді будівлі. Будівля виконона в стилі модерн і знаходиться за адресою Гауптштрасе 71. Разом з водонапірною вежею та ж компанія побудувала стару водопровідну станцію з глибокими колодязями в західному Еппельгаймі, де сьогодні розташовується молодіжний клуб Altes Wasserwerk.
Обидві будівлі побудовані в єдиній цегляній конструкції з основою з пісковику. З 1902 по 1905 рік було збудовано каналізацію та водогін з насосною станцією, які замінили колодязний водопровід.
З 1907 по 1948 роки поршневі насоси старої водопровідної станції приводилися в рух енергією вугілля. У 1928 році було встановлено додатковий електричний насос на 15 к. с., а в 1946 році — ще два відцентрові насоси на 25 к. с. і 15 к. с. відповідно для перекачування води та транспортування її до місцевої мережі та до вежі.
У 1976 році над Еппельгаймом і його околицями вирував сильний шторм. Верхівка водонапірної башти похилилася і її довелося відновлювати. 1 жовтня 1990 року міська рада одноголосно проголосувала за проведення терміново необхідного ремонту пам'ятки міста. З 31 серпня 1993 по 31 березні 1994 року водонапірна вежа була відремонтована всередині та зовні за 1,3 мільйона німецьких марок.
У 1910 році на 2776 жителів накачано 55951 м³ води. Через 80 років, у 1990 році, річне споживання склало близько 791 739 м³ для 13 382 жителів. Водонапірну вежу була закрита 27 квітня 1983 року, з 31 серпня 1993 по 31 березні 1994 року відремонтована, і знову відкрита до свого 100-річчя.

## Використання
З липня 2007 року у водонапірній вежі знаходиться весільний зал, а з листопада 2009 року Німецький музей зайця, подарований Йозефом Вальхом.